# Суперкубок УЄФА 2019
Суперкубок УЄФА 2019 (англ. 2019 UEFA Super Cup) — футбольний матч, який відбувся 14 серпня 2019 року і став 44-м розіграшем Суперкубка УЄФА, в якому зустрілись переможець Ліги чемпіонів і Ліги Європи попереднього сезону. Матч пройшов на стадіоні «Водафон Парк» в Стамбулі.

## Вибір місця проведення
У грудні 2016 року в УЄФА вперше був організований відкритий тендер, на якому були обрані місця проведення фіналів клубного турніру (Ліга чемпіонів УЄФА, Ліга Європи УЄФА, Ліга чемпіонів УЄФА серед жінок і Суперкубок УЄФА). Асоціації повинні були до 27 січня 2017 року висловити інтерес і подати заявки до 6 червня 2017 року.
УЄФА оголосив 3 лютого 2017 року, що дев'ять асоціацій висловили зацікавленість у проведенні. 7 червня 2017 року стало відомо, що сім асоціацій подали заявки на проведення Суперкубка  :
| Стадіон           | Місто      | Місткість | Посилання                                                     |
| ----------------- | ---------- | --------- | ------------------------------------------------------------- |
| Національна арена | Тирана     | 22,500    |                                                               |
| Муніципальний     | Тулуза     | 33,150    |                                                               |
| Саммі Офер        | Хайфа      | 30,870    |                                                               |
| Астана Арена      | Нур-Султан | 30,244    | Також претендував на фінал Ліги чемпіонів серед жінок 2018/19 |
| Віндзор Парк      | Белфаст    | 18,434    |                                                               |
| Енерга            | Гданськ    | 43,615    | Переміг Національний стадіон, Варшава                         |
| Водафон Парк      | Стамбул    | 43,500    | Також претендував на фінал Ліги Європи 2019                   |

Асоціації, які проявили інтерес до проведення, але в підсумку не подали заявки:
- Угорщина: Групама Арена, Будапешт
- Шотландія: Гемпден-Парк, Глазго

Звіт про оцінку заявки був опублікований УЄФА 14 вересня 2017 року. Водафон Парк був обраний місцем проведення Виконавчим комітетом УЄФА 20 вересня 2017 року.

## Місце збору
Це перший Суперкубок УЄФА, який відбувся в Туреччині. Загалом у цій країні втретє проходив фінальний турнір УЄФА після фіналу Ліги чемпіонів УЄФА 2005 на Олімпійському стадіоні Ататюрка і фіналу Кубка УЄФА 2009 на стадіоні «Фенербахче» Шюкрю Сараджоглу, які також знаходяться в Стамбулі.

## Команди
| Команда   | Кваліфікація                          | Попередні матчі в Суперкубку УЄФА |
| --------- | ------------------------------------- | --------------------------------- |
| Ліверпуль | переможець Ліги чемпіонів 2018—2019   | 1977, 1978, 1984, 2001, 2005      |
| Челсі     | переможець Ліги Європи УЄФА 2018—2019 | 1998, 2012, 2013                  |

## Матч
| 14 серпня 2019 22:00 EEST |

| Ліверпуль     | 2:2 дч           | Челсі                          |
| ------------- | ---------------- | ------------------------------ |
| Мане 48', 95' | Протокол (англ.) | 36' Жіру 101' (пен.) Жоржиньйо |

| Водафон Парк, Стамбул Арбітр: Стефані Фраппар |

|                                                        |     | Пенальті                                       |  |
| Фірміно · Фабінью · Орігі · Александер-Арнольд · Салах | 5:4 | Жоржиньйо · Барклі · Маунт · Емерсон · Абрагам |  |

| Ліверпуль | Челсі |

| В           | 13 | Адріан                   |      |      |
| З           | 12 | Джо Гомес                |      |      |
| З           | 32 | Жоель Матіп              |      |      |
| З           | 4  | Вірджіл ван Дейк         |      |      |
| З           | 26 | Ендрю Робертсон          |      | 91'  |
| ПЗ          | 7  | Джеймс Мілнер            |      |      |
| ПЗ          | 3  | Фабінью                  |      |      |
| ПЗ          | 14 | Джордан Гендерсон ()     | 85'  |      |
| Н           | 15 | Алекс Окслейд-Чемберлен  |      | 46'  |
| Н           | 11 | Мохаммед Салах           |      |      |
| Н           | 10 | Садіо Мане               |      | 103' |
| Заміни:     |    |                          |      |      |
| В           | 22 | Енді Лонерган            |      |      |
| В           | 62 | Кевін Келлехер           |      |      |
| З           | 51 | Кі-Яна Хувер             |      |      |
| З           | 66 | Трент Александер-Арнольд | 107' | 91'  |
| ПЗ          | 5  | Джорджиніо Вейналдум     |      | 64'  |
| ПЗ          | 20 | Адам Лаллана             |      |      |
| ПЗ          | 23 | Джердан Шачірі           |      |      |
| ПЗ          | 67 | Харві Елліотт            |      |      |
| Н           | 9  | Роберто Фірміно          |      | 46'  |
| Н           | 24 | Ріан Брюстер             |      |      |
| Н           | 27 | Дівок Орігі              |      | 103' |
| Тренер:     |    |                          |      |      |
| Юрген Клопп |    |                          |      |      |

| В             | 1  | Кепа Аррісабалага    |     |      |
| З             | 28 | Сесар Аспілікуета () | 79' |      |
| З             | 15 | Курт Зума            |     |      |
| З             | 4  | Андреас Крістенсен   |     | 85'  |
| З             | 33 | Емерсон Палміері     |     |      |
| ПЗ            | 7  | Н'Голо Канте         |     |      |
| ПЗ            | 5  | Жоржиньйо            |     |      |
| ПЗ            | 17 | Матео Ковачич        |     | 101' |
| Н             | 22 | Крістіан Пулишич     |     | 74'  |
| Н             | 18 | Олів'є Жіру          |     | 74'  |
| Н             | 11 | Педро Родрігес       |     |      |
| Заміни:       |    |                      |     |      |
| В             | 13 | Віллі Кабальєро      |     |      |
| З             | 2  | Антоніо Рюдігер      |     |      |
| З             | 3  | Маркос Алонсо        |     |      |
| З             | 21 | Давіде Дзаппакоста   |     |      |
| З             | 29 | Фікайо Томорі        |     | 85'  |
| ПЗ            | 8  | Росс Барклі          |     | 101' |
| ПЗ            | 10 | Вілліан              |     |      |
| ПЗ            | 16 | Кенеді               |     |      |
| ПЗ            | 19 | Мейсон Маунт         |     | 74'  |
| ПЗ            | 47 | Біллі Гілмор         |     |      |
| Н             | 9  | Теммі Абрагам        |     | 74'  |
| Н             | 23 | Міші Батшуаї         |     |      |
| Тренер:       |    |                      |     |      |
| Френк Лемпард |    |                      |     |      |